# Montera
En montera er en hovedbeklædning, som traditionelt bæres af både mænd og kvinder sammen med folkedragter på den Iberiske halvø. Den har fået sit navn, dog ikke udelukkende, efter at den benyttes af tyrefægtere, som indførtes i de rituelle begivenheder i 1835 af Francisco 'Paquiro' Montes som akkompagnement til traje de luces, eller på dansk: "dragt af lys".
Monteraen er sædvanligvis dækket af ulden fra karakulfår med inderfor af fløjl. Billedet af en helgen er somme tider trykt på på foringen som en talisman for held.